# Santervás de la Vega
Santervás de la Vega ist ein Ort und eine nordspanische Gemeinde (municipio) mit 400 Einwohnern (Stand: 2024) in der Provinz Palencia der Autonomen Gemeinschaft Kastilien-León. Zur Gemeinde gehören neben dem gleichnamigen Hauptort die Ortschaften Villapún und Villarrobejo.

## Lage und Klima
Santervás de la Vega liegt in der altkastilischen Meseta in einer Höhe von ca. 895 m. Die Provinzhauptstadt Palencia befindet sich gut 66 km (Fahrtstrecke) südsüdöstlich. In der Gemeinde liegt der Flugplatz La Cerra. Das Klima im Winter ist kühl, im Sommer dagegen trotz der Höhenlage gemäßigt bis warm; Niederschläge (ca. 659 mm/Jahr) fallen überwiegend im Winterhalbjahr.

## Bevölkerungsentwicklung
| Jahr      | 1970 | 1981 | 1991 | 2001 | 2011 | 2021 |
| Einwohner | 1040 | 633  | 629  | 540  | 500  | 413  |

## Sehenswürdigkeiten

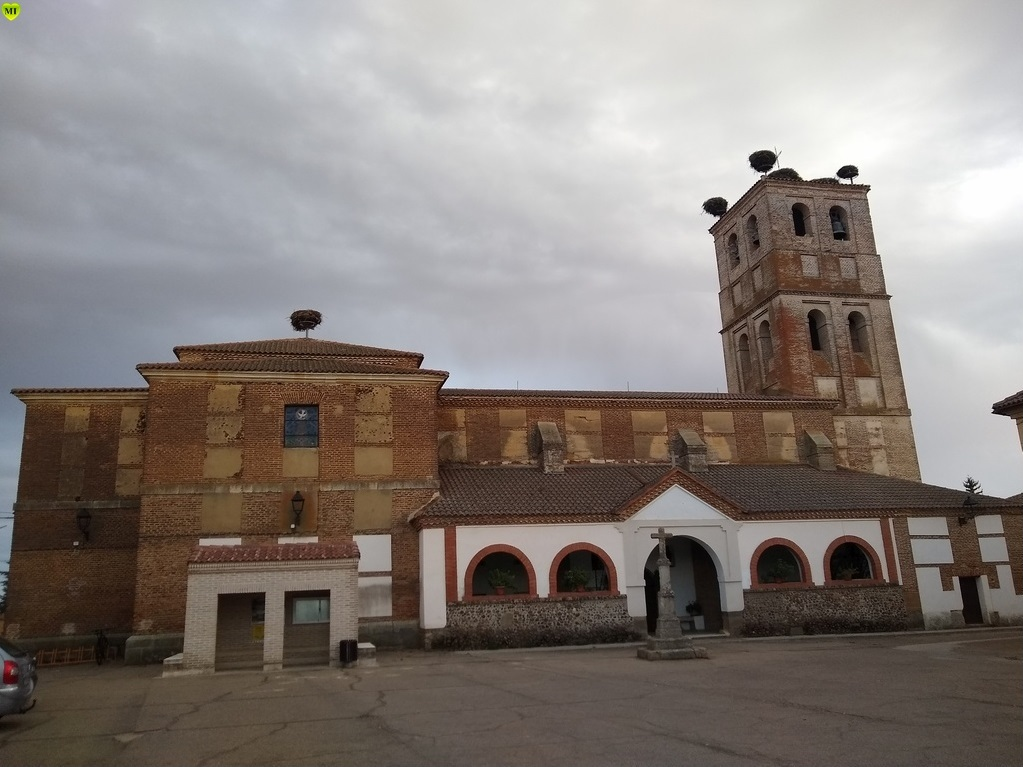
Gervasius-und-Protasius-Kirche
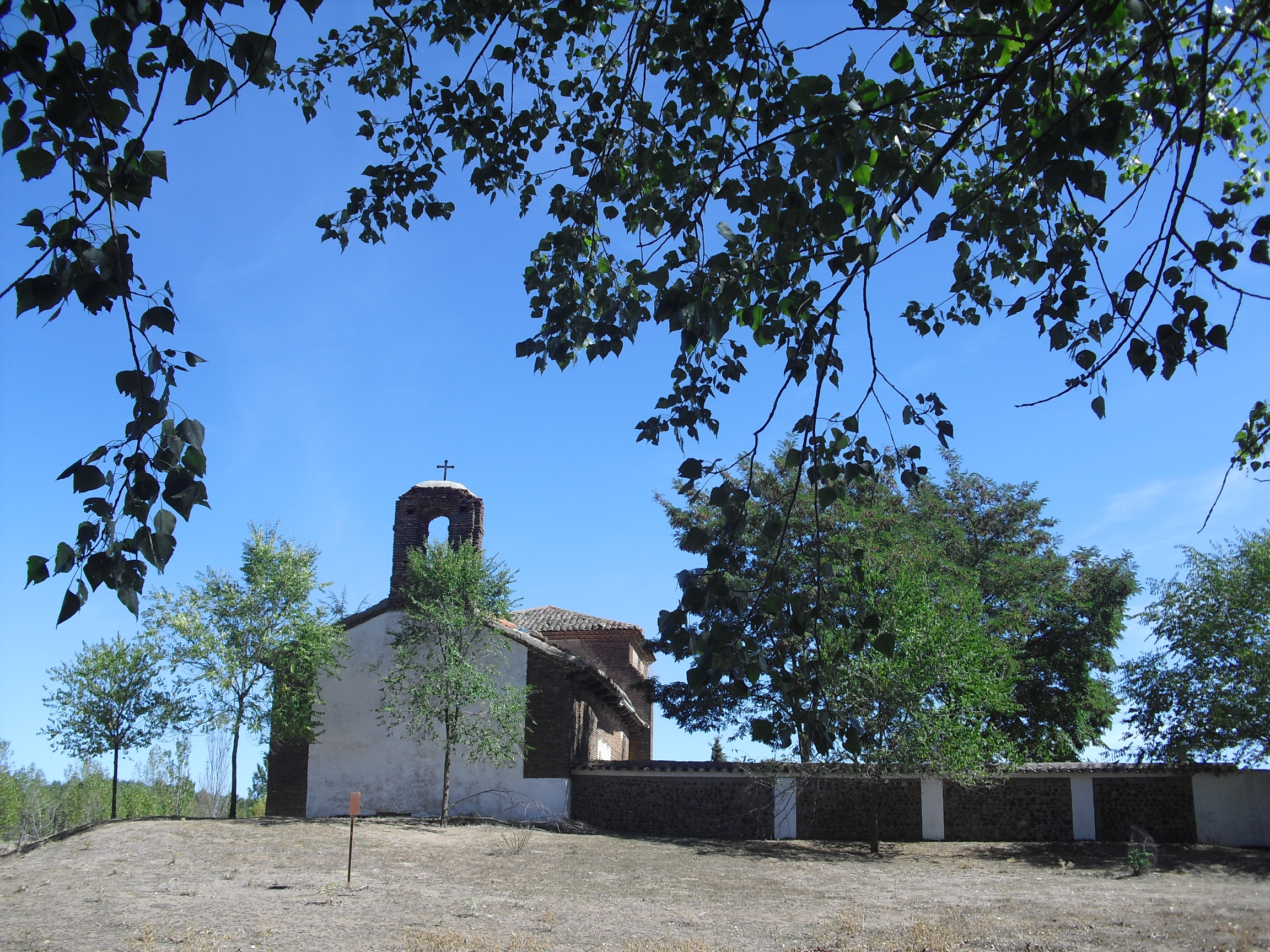
Bartholomäuskapelle

- Gervasius-und-Protasius-Kirche
- Bartholomäuskapelle